# أبطال الحرب: من بغداد إلى بكين
أبطال الحرب: من بغداد إلى بكين (بالإنجليزية: Warrior Champions: From Baghdad to Beijing)‏ فيلم وثائقي أمريكي صدر في عام 2009 من إخراج الأخوين رينو. يتناول الفيلم قصص أربعة جنود أمريكيين فقدوا أطرافهم أو تعرضوا للشلل خلال حرب العراق، ويسلط الضوء على تجاربهم الفردية وتدريبهم لمواجهة التحديات الجديدة، حيث يسعون للتأهل للانضمام إلى الفريق الأمريكي البارالمبي لعام 2008 ورحلتهم إلى دورة الألعاب البارالمبية الصيفية 2008 في بكين.

## الرياضيون
تتضمن الأفلام ما يلي من الرياضيين:
- كورتني كليمنز (سباقات المضمار والميدان)[2]
- كارلوس ليون (رمي الجلة)[3]
- ميليسا ستوكويل (السباحة)[4]
- سكوت وينكلر (رمي الجلة)[5]

## الجوائز
- أفضل فيلم سياسي، مهرجان سيني السينمائي 2010
- جائزة الأفلام الوثائقية، مهرجان نابولي السينمائي الدولي 2010

## اختيارات المهرجانات
- مهرجان أوستن السينمائي 2009
- مهرجان هوت سبرينغز للوثائقيات 2009
- مهرجان تيبورون السينمائي الدولي 2010
- مهرجان كليفلاند السينمائي الدولي 2010
- مهرجان نيو بورت بيتش السينمائي 2010
- مهرجان ريليبلتيز للأفلام المعنية بذوي الإعاقة 2010

## وصلات خارجية
- أبطال الحرب: من بغداد إلى بكين  في قاعدة بيانات الأفلام على الإنترنت (بالإنجليزية)